# Bistum Allentown
Das Bistum Allentown (lat.: Dioecesis Alanpolitana) ist eine in den USA gelegene römisch-katholische Diözese mit Sitz in Allentown.
Es wurde am 28. Januar 1961 aus Gebieten des Erzbistums Philadelphia begründet und untersteht diesem bis heute als Suffraganbistum.
Das Bistum umfasst die Gebiete der Countys Berks, Carbon, Lehigh, Northampton und Schuylkill.
Die Bischöfe seit der Gründung waren:
1. Joseph Mark McShea (1961–1983)
2. Thomas Jerome Welsh (1983–1997)
3. Edward Peter Cullen (1997–2009)
4. John Oliver Barres (2009–2016), dann Bischof von Rockville Centre
5. Alfred A. Schlert (seit 2017)

## Weblinks

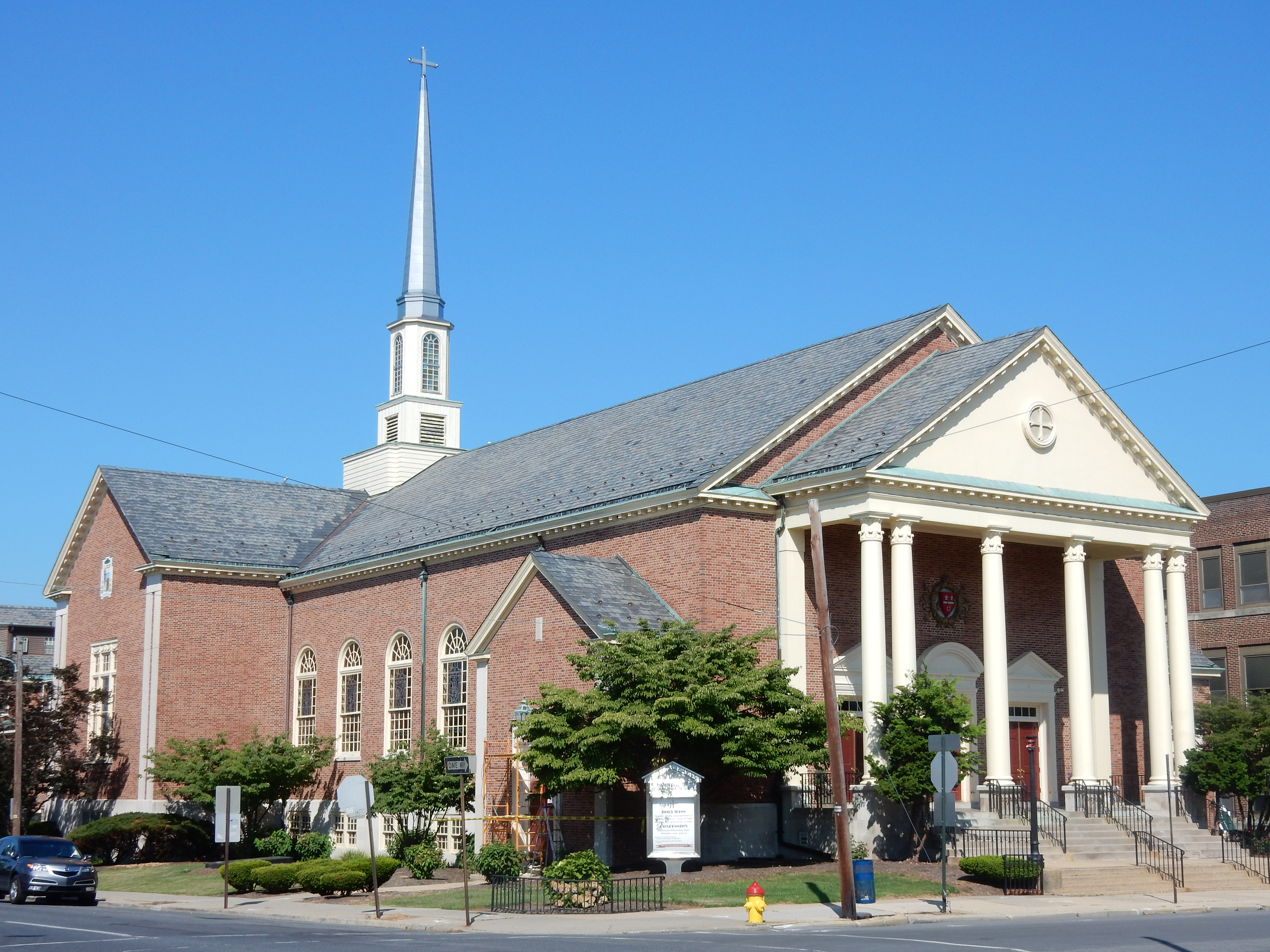
Kathedrale: Saint Catharine of Siena in Allentown